# Batalha de Kon Tum
Os antecedentes da Batalha de Kon Tum têm origem  em meados de 1971, quando o Vietname do Norte decidiu que a sua vitória na Operação Lam Son 719 era um sinal de que estava na altura de realizar ofensivas convencionais em larga escala, que pudessem terminar rapidamente com a guerra. A ofensiva, planeada para a Primavera de 1972, ficaria conhecida como Ofensiva da Páscoa, no Sul, e Ofensiva Nguyen Hue, no Norte. A Ofensiva da Páscoa seria composta por 14 divisões, e seria a maior na guerra.
A Ofensiva da Páscoa e a Campanha de Nguyen Hue tiveram início com um ataque de grande dimensão na zona desmilitarizada com 30 000 soldados do Exército do Povo do Vietnã (EPV) e mais de 100 tanques. Pouco depois, um conjunto de tropas e equipamento dirigiu-se para Saigão, e um terceiro grupo para as Terras Altas do Centro e para a capital principal de Kon Tum. Os norte-vietnamitas sabiam que se conseguissem capturar Kon Tum e as Terras Altas, dividiriam o Vietname do Sul ao meio.
A batalha por Kon Tum colocaria frente-a-frente a 22.ª Divisão (e, mais tarde, a 23.ª Divisão do Exército da República do Vietname (ERV), sob o comando do tenente-general Ngo Dzu (e, mais tarde, do major-general Nguyen Van Toan), com o equivalente de três divisões norte-vietnamitas, a 320.ª e 2.ª Divisões, e unidades de combate da 3.ª Divisão, Frente B-3, e forças locais Viet-Cong lideradas pelo tenente-general Hoang Minh Thao.
Eram dois os factores que convenciam os norte-vietnamitas de que todos os assaltos deste tipo podiam ter sucesso. Primeiro, devido à política de vietnamização do Presidente Richard Nixon, não existiam fprças divisionais norte-americanas nas Terras Altas Centrais, apenas conselheiros e unidas da força aérea dos Estados Unidos, incluindo unidades de helicópteros da Cavalaria Aérea do 7/17 Esquadrão de Cavalaria Aérea. Em Junho daquele ano, estavam no terreno menos de 50 000 soldados norte-americanos.
Por outro lado, os norte-vietnamitas tinham convencido os soviéticos e os chineses a fornecerem-lhes 400 tanques PT-76, T-34-85, T-54s, e Type 59 bantes da Ofensiva da primavera. O T54 era superior a qualquer outro tanque utilizado pelo ERV, e acrescentaria superioridade terrestre ao EPV.